# Jumi Uecudžiová
Jumi Uecudžiová (japonsky 上辻 佑実, * 30. listopadu 1987 Suita) je japonská fotbalistka.

## Reprezentační kariéra
Za japonskou reprezentaci v letech 2012 až 2015 odehrála 4 reprezentačních utkání.

## Statistiky
| Japonsko | Japonsko | Japonsko |
| Roky     | Záp.     | Góly     |
| -------- | -------- | -------- |
| 2012     | 1        | 0        |
| 2013     | 0        | 0        |
| 2014     | 0        | 0        |
| 2015     | 3        | 0        |
| Celkem   | 4        | 0        |